# Reserva forestal Forêt-des-Pins
La Reserva Forestal Forêt-des-Pins es un área protegida en Haití. Está situado a más de 2.000 metros sobre el nivel del mar. Se caracteriza por su extensión de bosques de coníferas tropicales y subtropicales, dominada por la especie endémica Pinus occidentalis. El área es amenazada por la deforestación.